# Lee Trevino
Lee Buck Trevino (Dallas, 1º dicembre 1939) è un ex golfista statunitense di origine messicana.
Ha debuttato nel circuito PGA nel 1967. In carriera ha vinto 6 volte uno dei quattro Tornei Major, mancando la vittoria solo nel Masters, e conquistando complessivamente 87 tornei.
Ha rappresentato per sei volte gli Stati Uniti nella Ryder Cup.
Nel 1974 è stato premiato dall'Associated Press come atleta maschile dell'anno. Nel 1981 è stato introdotto nella World Golf Hall of Fame e nel 2000 è stato valutato come il 14º miglior golfista di tutti i tempi dalla rivista Golf Digest.
Viene spesso ricordato per essere stato un vero e proprio mattatore del "green": le sue battute sono citate come esempio di golf old-style nonché di umorismo puro.

## Biografia
Trevino è nato a Garland, Texas, in una famiglia di origini messicane. È stato allevato da sua madre, Juanita Trevino, e suo nonno, Joe Trevino, un becchino. Trevino non ha mai conosciuto suo padre, Joseph Trevino, che se ne andò quando suo figlio era piccolo. Durante la sua infanzia, Trevino frequentava occasionalmente la scuola e lavorava per guadagnare soldi per la famiglia. All'età di 5 anni iniziò a lavorare nei campi di cotone.
Trevino si è avvicinato al golf quando suo zio gli ha regalato alcune palline da golf e una vecchia mazza da golf. Ha poi trascorso il suo tempo libero intrufolandosi nei country club vicini per esercitarsi e ha iniziato come caddie al Dallas Athletic Club, vicino a casa sua. Ben presto iniziò a fare il caddy a tempo pieno. Trevino lasciò la scuola all'età di 14 anni per andare a lavorare. Guadagnava 30 dollari a settimana come caddy e lustrascarpe.
Quando Trevino compì 17 anni nel dicembre 1956, si arruolò nel Corpo dei Marines degli Stati Uniti e prestò servizio per quattro anni come mitragliere e fu congedato nel dicembre 1960 come caporale presso la 3ª divisione Marine. Trascorreva parte del suo tempo giocando a golf con gli ufficiali del Corpo dei Marines.

## Vittorie professionali (92)

### PGA Tour wins (29)
| Legenda                   |
| ------------------------- |
| Tornei Major (6)          |
| Players Championships (1) |
| Altri PGA Tour (22)       |

| No. | Data              | Toreno                                             | Punteggio di vittoria | To par | Margine | Secondo/i                                       |
| --- | ----------------- | -------------------------------------------------- | --------------------- | ------ | ------- | ----------------------------------------------- |
| 1   | 16 giugno 1968    | U.S. Open                                          | 69-68-69-69=275       | −5     | 4 colpi | Jack Nicklaus                                   |
| 2   | 10 novembre 1968  | Hawaiian Open                                      | 68-71-65-68=272       | −16    | 2 colpi | George Archer                                   |
| 3   | 23 febbraio 1969  | Tucson Open Invitational                           | 67-70-68-66=271       | −17    | 7 colpi | Miller Barber                                   |
| 4   | 15 febbraio 1970  | Tucson Open Invitational (2)                       | 66-68-72-69=275       | −13    | Playoff | Bob Murphy                                      |
| 5   | 29 marzo 1970     | National Airlines Open Invitational                | 69-66-68-71=274       | −14    | Playoff | Bob Menne                                       |
| 6   | 25 aprile 1971    | Tallahassee Open Invitational                      | 69-67-69-68=273       | −15    | 3 colpi | Jim Wiechers                                    |
| 7   | 30 maggio 1971    | Danny Thomas Memphis Classic                       | 66-66-69-67=268       | −12    | 4 colpi | Lee Elder, Jerry Heard, Hale Irwin, Randy Wolff |
| 8   | 21 giugno 1971    | U.S. Open (2)                                      | 70-72-69-69=280       | E      | Playoff | Jack Nicklaus                                   |
| 9   | 4 luglio 1971     | Canadian Open                                      | 73-68-67-67=275       | −13    | Playoff | Art Wall Jr.                                    |
| 10  | 10 luglio 1971    | The Open Championship                              | 69-70-69-70=278       | −14    | 1 colpo | Lu Liang-Huan                                   |
| 11  | 31 ottobre 1971   | Sahara Invitational                                | 69-72-73-66=280       | −8     | 1 colpi | George Archer                                   |
| 12  | 21 maggio 1972    | Danny Thomas Memphis Classic (2)                   | 70-72-72-67=281       | −7     | 4 colpi | John Mahaffey                                   |
| 13  | 15 luglio 1972    | The Open Championship (2)                          | 71-70-66-71=278       | −6     | 1 colpo | Jack Nicklaus                                   |
| 14  | 4 settembre 1972  | Greater Hartford Open Invitational                 | 64-68-72-65=269       | −15    | Playoff | Lee Elder                                       |
| 15  | 17 settembre 1972 | Greater St. Louis Golf Classic                     | 65-68-66-70=269       | −11    | 1 colpo | Deane Beman                                     |
| 16  | 25 febbraio 1973  | Jackie Gleason Inverrary-National Airlines Classic | 69-69-69-72=279       | −9     | 1 colpo | Forrest Fezler                                  |
| 17  | 11 marzo 1973     | Doral-Eastern Open                                 | 64-70-71-71=276       | −12    | 1 colpo | Bruce Crampton, Tom Weiskopf                    |
| 18  | 31 marzo 1974     | Greater New Orleans Open                           | 67-68-67-65=267       | −21    | 8 colpi | Bobby Cole, Ben Crenshaw                        |
| 19  | 11 agosto 1974    | PGA Championship                                   | 73-66-68-69=276       | −4     | 1 colpo | Jack Nicklaus                                   |
| 20  | 9 marzo 1975      | Florida Citrus Open                                | 69-66-70-71=276       | −12    | 1 colpo | Hale Irwin                                      |
| 21  | 16 maggio 1976    | Colonial National Invitation                       | 68-64-68-73=273       | −7     | 1 colpo | Mike Morley                                     |
| 22  | 24 luglio 1977    | Canadian Open (2)                                  | 67-68-71-74=280       | −8     | 4 colpi | Peter Oosterhuis                                |
| 23  | 14 maggio 1978    | Colonial National Invitation (2)                   | 66-68-68-66=268       | −12    | 4 colpi | Jerry Heard, Jerry Pate                         |
| 24  | 24 giugno 1979    | Canadian Open (3)                                  | 67-71-72-71=281       | −3     | 3 colpi | Ben Crenshaw                                    |
| 25  | 23 marzo 1980     | Tournament Players Championship                    | 68-72-68-70=278       | −10    | 1 colpo | Ben Crenshaw                                    |
| 26  | 29 giugno 1980    | Danny Thomas Memphis Classic (3)                   | 67-68-68-69=272       | −16    | 1 colpo | Tom Purtzer                                     |
| 27  | 21 settembre 1980 | San Antonio Texas Open                             | 66-67-67-65=265       | −15    | 1 colpo | Terry Diehl                                     |
| 28  | 19 aprile 1981    | MONY Tournament of Champions                       | 67-67-70-69=273       | −15    | 2 colpi | Raymond Floyd                                   |
| 29  | 19 agosto 1984    | PGA Championship (2)                               | 69-68-67-69=273       | −15    | 4 colpi | Gary Player, Lanny Wadkins                      |

## Tornei Major

### Vittorie (6)
| Anno | Campionato                | 54 buche        | Punteggio di vittoria | Margine  | Secondo                    |
| ---- | ------------------------- | --------------- | --------------------- | -------- | -------------------------- |
| 1968 | U.S. Open                 | 1 colpo deficit | −5 (69-68-69-69=275)  | 4 colpi  | Jack Nicklaus              |
| 1971 | U.S. Open (2)             | 4 colpi deficit | E (70-72-69-69=280)   | Playoff1 | Jack Nicklaus              |
| 1971 | The Open Championship     | 1 colpo in più  | −14 (69-70-69-70=278) | 1 colpo  | Lu Liang-Huan              |
| 1972 | The Open Championship (2) | 1 colpo in più  | −6 (71-70-66-71=278)  | 1 colpo  | Jack Nicklaus              |
| 1974 | PGA Championship          | 1 colpo in più  | −4 (73-66-68-69=276)  | 1 colpo  | Jack Nicklaus              |
| 1984 | PGA Championship (2)      | 1 colpo in più  | −15 (69-68-67-69=273) | 4 colpi  | Gary Player, Lanny Wadkins |

1Ha sconfitto Jack Nicklaus nei playoff a 18 buche; Trevino 68 (−2), Nicklaus 71 (+1).